# ФК Слога Темерин
ФК Слога Темерин је српски фудбалски клуб из Темерина. Основан је 1928. године , и тренутно се такмичи у Војвођанској лиги Југ, четвртом такмичарском нивоу српског фудбала.

## Стадион
Стадион Темеринске Слоге налази се у Темеринском насељу Старо Ђурђево на адреси Марка Краљевића ББ

## Успеси
Клуб је свој највећи успех остварио 2004/2005 год. пласманом у Српска лига Војводина. Такмичењем у Српска лига Војводина клуб је у сезонама 2011/012 и 2012/2013 заузео друго место.

## Новији резултати
| Сезона    | Ранг | Такмичење                      | Позиција |
| --------- | ---- | ------------------------------ | -------- |
| 2022/2023 | 4    | Војвођанска фудбалска лига Југ | 9        |
| 2021/2022 | 4    | Војвођанска фудбалска лига Југ | 10       |
| 2020/2021 | 4    | Војвођанска фудбалска лига Југ | 13       |
| 2019/2020 | 4    | Војвођанска фудбалска лига Југ | 11       |
| 2018/2019 | 4    | Војвођанска фудбалска лига Југ | 6        |
| 2017/2018 | 4    | Војвођанска фудбалска лига Југ | 8        |
| 2016/2017 | 3    | Српска лига Војводина          | 15       |
| 2015/2016 | 3    | Српска лига Војводина          | 11       |
| 2014/2015 | 3    | Српска лига Војводина          | 5        |
| 2013/2014 | 3    | Српска лига Војводина          | 8        |
| 2012/2013 | 3    | Српска лига Војводина          | 2        |
| 20112012  | 3    | Српска лига Војводина          | 2        |
| 2010/2011 | 3    | Српска лига Војводина          | 10       |
| 2009/2010 | 3    | Српска лига Војводина          | 6        |
| 2008/2009 | 3    | Српска лига Војводина          | 13       |
| 2007/2008 | 3    | Српска лига Војводина          | 8        |
| 2006/2007 | 3    | Српска лига Војводина          | 7        |
| 2005/2006 | 3    | Српска лига Војводина          | 8        |

## Навијачи Слоге
Навијачи Слоге из Темерина називају се Далтони.